# Alma de Marialvas

Alma de Marialvas: órgão dos Marialvas de S. Cristovão foi um número único, publicado em Julho de 1957, eventualmente comemorativo do 18º aniversário do grupo "Marialvas de S. Cristovão", constando, na última página do mesmo, o programa referente ao dia assinalado.
Vários são os temas focados ao longo do jornal: o percurso histórico dos "Marialvas" como pequena coletividade; um conto histórico decorrido durante a I Guerra Mundial, protagonizado pelos marinheiros portugueses do caça-minas Augusto Castilho;  o auxílio prestado aos pobres pelos "Marialvas", orgulhosos de "vestir os nus" (lema do agrupamento); poesia variada, e a tradição das  touradas. E varios são os seus colaboradores: Joaquim Gonçalves Piçarra, Francisco M. de Almeida, Afonso dos Santos, António José da Cunha, Luís José Simões, Maria Amélia Carvalho de Almeida, entre outros.